# شهرستان ارومیه
شهرستان ارومیه به مرکزیت کلان‌شهر ارومیه با جمعیتی بالغ بر ۱٬۰۴۰٬۵۶۵ نفر در استان آذربایجان غربی در شمال غرب ایران واقع شده‌است. ارومیه در گذشته چیچَست نام داشت و در طول تاریخ یکی از آبادترین و در عین حال از پرحادثه‌ترین شهرهای آذربایجان شناخته می‌شود.
شهرستان ارومیه به دلیل موقعیت ویژه آن و قرار گرفتن در محل تلاقی و معبر منطقه قفقاز، ارمنستان، آسیای صغیر و بین‌النهرین، تحولات تاریخی مختلف به خود دیده‌است تاریخ کهن این منطقه و زندگی اقوام و ادیان الهی مختلف در کنارهم، شرایط فرهنگی ویژه‌ای به چهره این شهرستان بخشیده و ارومیه به شهر رنگین کمان اقوام و ادیان الهی معروف شده‌است. اماکن مذهبی و تاریخی مانند مسجد جامع ارومیه که یادگاری از تمدن اسلامی و دوران امپراتوری سلجوقیان بوده و بزرگ‌ترین و مهم‌ترین محراب مسجد در ایران بعد از محراب مسجد جامع اصفهان به‌شمار می‌رود و کلیسای تاریخی نه‌نه مریم که به عنوان دومین کلیسای تاریخی جهان شناخته می‌شود از آثار بی نظیر تاریخی و مذهبی این منطقه به‌شمار می‌رود. بازار تاریخی ارومیه با معماری اصیل ایرانی- اسلامی یکی از بناهای مهم تاریخی شمال‌غرب کشور محسوب می‌شود
اکتشافات باستان‌شناسی انجام شده در تپه‌های باستانی متعدد در این منطقه نشان از قدمت زیاد تمدنی این ناحیه می‌باشد و این آثار وجود تمدن‌های حدود ۴۰۰۰ سال پیش از میلاد مسیح را به اثبات می‌رسانند نگهداری این گنجینه‌ها و آثار باستانی و تاریخی در موزه ارومیه باعث شده‌است این موزه یکی از غنی‌ترین و ارزشمندترین گنجینه‌های کشور محسوب شود، و با دارا بودن آثاری از دوره اورارتویی تا قاجار، دومین موزه غنی کشور شناخته می‌شود
این شهر یکی از بزرگ‌ترین کانون‌های مذهبی و علمی در گذشته‌های دور بوده و پس از ظهور اسلام نیز ارومیه شهر مهمی به‌شمار می‌رفته‌است. این شهرستان بر اثر حوادث تاریخی بارها ویران شده و دوباره عظمت خود را تجدید نموده‌است.
مجموعه بوستان ملی دریاچه ارومیه با جزایر و ۳۰ تالاب وابسته و اقماری آب شور و شیرین بزرگ‌ترین زیستگاه حیات وحش خاورمیانه بوده و یکی از مهم‌ترین ذخیره‌گاه‌های زیست‌کره در ایران به‌شمار می‌رود.
ارومیه در جلگه‌ای، در کنار دریاچه‌ای به همین نام گسترده شده‌است. زمین‌های بارور ارومیه با آب‌وهوای مساعد و واقع شدن آن در معبر قفقاز، ارمنستان، آسیای‌صغیر و بین‌النهرین از یک‌سو و قرارگرفتن آن در کنار دریاچه ارومیه از سوی دیگر وضع ویژه‌ای به چهره این شهرستان بخشیده‌است. از قرن پانزدهم که ترکان عثمانی جایگزین امپراتوری روم شرقی شدند باز ارومیه، به عنوان شهر سرحدی از اهمیت فوق‌العاده‌ای برخوردار بوده و دارای برج و باروی مهمی گردید، برج سه‌گنبد و مسجدجامع هر دو یادگار مجد و عظمت تمدن اسلامی به‌شمار می‌روند.

## جمعیت
جمعیت این شهرستان طبق سرشماری سال ۱۳۹۵ بالغ بر بیش از ۱٬۰۴۰٬۰۰۰ نفر بوده‌است که از این تعداد ۵۲۷٬۲۷۸ نفر آنان مرد و ۵۱۳٬۲۸۷ نفر آنان زن بوده‌اند.

## صنعت و اشتغال
برخورداری از شرایط منحصر به فرد جغرافیایی و طبیعی باعث شده‌است این منطقه از نظر کشاورزی و صنایع وابسته توسعه فراوانی پیدا کند و به عنوان قطب برتر کشاورزی در کشور شناخته شده و در تولید بسیاری از محصولات کشاورزی رتبه اول کشور را دارا می‌باشد. در تولید محصول سیب درختی کشور ایران در رتبه سوم جهان قرار دارد و قطب اصلی و اول تولید سیب کشور نیز استان آذربایجان غربی و شهرستان ارومیه می‌باشد. استان آذربایجان غربی در زمینه تولید عسل رتبه اول کشور را دارا است و شهرستان ارومیه نیز از مراکز اصلی تولید عسل در این استان قلمداد می‌شود. ارومیه یکی از خوش آب و هواترین شهرهای ایران است و پیشتر به عنوان یک باغ شهر در کشور مطرح بود، در سال‌های اخیر با برگزاری جشنواره‌های متعدد گل، به یکی از شهرهای مطرح در حوزه تنوع گل تبدیل شده‌است. آذربایجان غربی به سرزمین باغ‌های انگور معروف است و ارومیه یکی از مراکز اصلی تولید و فراوری محصول انگور می‌باشد. و فراورده‌های مختلف انگور شامل آب غوره، شیره انگور، کشمش، آب میوه در شهرستان اورمیه تولید می‌شود. استان آذربایجان غربی ۶۰ درصد کنسانتره میوه کشور را تولید می‌کنند و شهرستان ارومیه نیز با دارا بودن قدیمی‌ترین و استانداردترین واحدها در بخش دولتی، در تولید آبمیوه و کنسانتره میوه در سطح کشور پیشرو می‌باشد. استان آذربایجان غربی با داشتن ۳۱۷ واحد سردخانه فعال در ظرفیت بیش از ۸۵۰ هزار تن رکورد دار تعداد سردخانه‌ها در کشور بوده و از قطب‌های اصلی تأمین میوه کشور قلمداد می‌شود.

## ورزش
در ارومیه اکثر ورزش‌های رایج همچون فوتبال، ژیمناستیک ، بوکس،کشتی، شنا، تیراندازی، تنیس و ....فعال است اما در این شهر همانند کل استان آذربایجان غربی ، ورزش والیبال جایگاهی ویژه در میان مردم دارد. در هر کوی و برزن و محله‌ای پیر و جوان  در حال بازی والیبال هستند. تعداد بیشماری مدارس والیبال در شهر ارومیه مشغول آموزش این رشته ورزشی به کودکان ، نوجوانان و جوانان هستند. به همین دلیل ارومیه سهم بسزایی در پیشرفت والیبال ایران دارد. بعد از والیبال البته با فاصله ورزش فوتبال دومین ورزش مورد علاقه مردم این شهر است.
باشگاه‌های معروف
باشگاه والیبال دورنا  و البته  شهرداری ارومیه که در بالاترین سطح والیبال ایران حضور دارد  و باشگاه‌  نود ارومیه هم در فوتبال فعال است.
مکان‌های ورزشی
ورزشگاه‌های متعددی در ارومیه وجود دارد که می‌توان به  ورزشگاه تختی ارومیه،  ورزشگاه شهید باکری  و  همچنین ورزشگاه ۶ هزار نفری  غدیر  اشاره کرد.
ورزشکاران جهانی
اسامی ستاره های والیبال جهان از ارومیه، محمدرضا حضرت‌پور ، بردیا سعادت   ، محمد ولی‌زاده ، میثم صالحی ، امیرحسین توخته ، مرتضی شریفی ، پوریا فیاضی  ، میلاد عبادی‌پور ، سعید معروف
بزرگترین رویدادهای ورزشی
ارومیه یکیار میزبان والیبال قهرمانی مردان آسیا ۲۰۲۳ و یکبار هم میزبان هفتهٔ سوم  لیگ ملت‌های والیبال مردان جهان  ۲۰۱۹ شده است.

## تقسیمات کشوری
شهرستان ارومیه شامل ۵ بخش، ۵ شهر و ۲۰ دهستان می‌باشد.
| بخش‌های شهرستان ارومیه                                                              |
| ---------------------------------------------------------------------------------- |
| ارومیه انزل سیلوانه صومای برادوست نازلو سلماس اشنویه نقده عراق ترکیه دریاچه ارومیه |

| بخش           | مرکز بخش  | جمعیت بخش ۱۳۹۵ | نام دهستان        | مرکز دهستان  | جمعیت دهستان ۱۳۹۵ | شهر                   | جمعیت شهر ۱۳۹۵          |
| ------------- | --------- | -------------- | ----------------- | ------------ | ----------------- | --------------------- | ----------------------- |
| مرکزی         | ارومیه    | ۸۷۹،۷۰۹ نفر    | روضه چای          | زینالو       | ۴۱،۸۴۱ نفر        | ارومیه شهر جدید گلمان | ۱٬۹۶۱٬۲۶۰ نفر ۷،۰۰۰ نفر |
| مرکزی         | ارومیه    | ۸۷۹،۷۰۹ نفر    | بکشلوچای          | ریحان‌آباد    | ۳۴،۶۸۳ نفر        | ارومیه شهر جدید گلمان | ۱٬۹۶۱٬۲۶۰ نفر ۷،۰۰۰ نفر |
| مرکزی         | ارومیه    | ۸۷۹،۷۰۹ نفر    | باراندوز          | باراندوز     | ۱۲،۰۰۸ نفر        | ارومیه شهر جدید گلمان | ۱٬۹۶۱٬۲۶۰ نفر ۷،۰۰۰ نفر |
| مرکزی         | ارومیه    | ۸۷۹،۷۰۹ نفر    | باراندوزچای جنوبی | بالانج       | ۱۱،۴۰۸ نفر        | ارومیه شهر جدید گلمان | ۱٬۹۶۱٬۲۶۰ نفر ۷،۰۰۰ نفر |
| مرکزی         | ارومیه    | ۸۷۹،۷۰۹ نفر    | باش قلعه          | توپراق قلعه  | ۱۰،۰۴۸ نفر        | ارومیه شهر جدید گلمان | ۱٬۹۶۱٬۲۶۰ نفر ۷،۰۰۰ نفر |
| مرکزی         | ارومیه    | ۸۷۹،۷۰۹ نفر    | ترکمان            | بابارود      | ۱۰،۰۱۷ نفر        | ارومیه شهر جدید گلمان | ۱٬۹۶۱٬۲۶۰ نفر ۷،۰۰۰ نفر |
| مرکزی         | ارومیه    | ۸۷۹،۷۰۹ نفر    | باراندوزچای شمالی | گوگ تپه      | ۸،۴۸۶ نفر         | ارومیه شهر جدید گلمان | ۱٬۹۶۱٬۲۶۰ نفر ۷،۰۰۰ نفر |
| مرکزی         | ارومیه    | ۸۷۹،۷۰۹ نفر    | دول               | دیزج دول     | ۷،۴۸۷ نفر         | ارومیه شهر جدید گلمان | ۱٬۹۶۱٬۲۶۰ نفر ۷،۰۰۰ نفر |
| مرکزی         | ارومیه    | ۸۷۹،۷۰۹ نفر    | نازلوی جنوبی      | عسگرآباد تپه | ۷،۵۱۰ نفر         | ارومیه شهر جدید گلمان | ۱٬۹۶۱٬۲۶۰ نفر ۷،۰۰۰ نفر |
| سیلوانا       | سیلوانا   | ۶۰،۳۶۸ نفر     | مرگور             | سیلوانا      | ۴۰،۱۷۴ نفر        | سیلوانا               | ۱،۶۱۴ نفر               |
| سیلوانا       | سیلوانا   | ۶۰،۳۶۸ نفر     | دشت               | راژان        | ۱۰،۱۹۹ نفر        | سیلوانا               | ۱،۶۱۴ نفر               |
| سیلوانا       | سیلوانا   | ۶۰،۳۶۸ نفر     | ترگور             | موانا        | ۸،۳۸۱ نفر         | سیلوانا               | ۱،۶۱۴ نفر               |
| صومای برادوست | سرو       | ۳۵،۱۸۳ نفر     | برادوست           | سرو          | ۱۱،۳۶۱ نفر        | سرو                   | ۱،۸۰۰ نفر               |
| صومای برادوست | سرو       | ۳۵،۱۸۳ نفر     | صومای جنوبی       | هورسین       | ۱۲،۴۵۲ نفر        | سرو                   | ۱،۸۰۰ نفر               |
| صومای برادوست | سرو       | ۳۵،۱۸۳ نفر     | صومای شمالی       | ممکان        | ۹،۵۷۰ نفر         | سرو                   | ۱،۸۰۰ نفر               |
| نازلو         | نوشین شهر | ۳۹،۷۰۱ نفر     | طلاتپه            | طلاتپه       | ۲،۲۷۸ نفر         | نوشین شهر             | ۸،۳۸۰ نفر               |
| نازلو         | نوشین شهر | ۳۹،۷۰۱ نفر     | نازلوچای          | نازلو        | ۱۳،۷۲۷ نفر        | نوشین شهر             | ۸،۳۸۰ نفر               |
| نازلو         | نوشین شهر | ۳۹،۷۰۱ نفر     | نازلو شمالی       | خانقاه سرخ   | ۱۵،۳۶۱ نفر        | نوشین شهر             | ۸،۳۸۰ نفر               |
| انزل          | قوشچی     | ۲۵،۵۹۹ نفر     | انزل جنوبی        | قولنجی       | ۲۰،۵۶۰ نفر        | قوشچی                 | ۲،۷۸۷                   |
| انزل          | قوشچی     | ۲۵،۵۹۹ نفر     | انزل شمالی        | قوشچی        | ۲،۲۵۲ نفر         | قوشچی                 | ۲،۷۸۷                   |

### بخش‌ها

#### بخش مرکزی
بخش مرکزی شهرستان ارومیه به مرکزیت شهر ارومیه با جمعیتی بالغ ۸۷۹٬۷۰۹ نفر، ۸۵ درصد جمعیت شهرستان را در خود جای داده‌است. ارومیه مرکز استان آذربایجان غربی در جلگه‌ای در کنار دریاچه لاجوردی به همین نام گسترده‌است. زمین‌های بارور ارومیه با آب و هوای مساعد و واقع شدن آن در معبر قفقاز، ارمنستان، آسیای صغیر و بین‌النهرین از یک سو و قرار گرفتن آن در کنار دریاچه ارومیه از سوی دیگر وضعیت ویژه‌ای به چهره این شهرستان بخشیده‌است. ارومیه از لحاظ جاذبه‌های پنهان شده در رتبه‌های نخست کشوری قرار دارد. شهر ارومیه با دارا بودن طبیعت بکر و زیبا و تاریخ کهن خود که بَناهای متعددی از گذشته در این شهر به یادگار مانده‌است، به‌عنوان بهشت سرسبز و نماد تاریخی ایران مطرح شده‌است.

#### بخش انزل
بخش انزل به مرکزیت شهر قوشچی، در فاصله ۵۳ کیلومتری شمال شهر ارومیه واقع شده‌است. اولین دهکده سلامت کشور در این بخش و در نزدیکی شهر قوشچی با نام مجتمع باری قرار گرفته‌است. این طرح با یک هتل ۵ ستاره به نام «هتل دنیز» اولین و تنها طرح ملی عملی شدهٔ دهکده سلامت در سطح کشور است و تاکنون بخش‌های بزرگی از آن به بهره‌برداری رسیده‌است و با تکمیل‌تر شدن فازهای بعدی طرح می‌تواند پتانسیل و جایگاه بالایی در سطح منطقه داشته باشد. قلعه کاظم داشی یکی از مکان‌های دیدنی و تاریخی دریاچه ارومیه می‌باشد که بیشتر شبیه به جزیره سنگی و در حدود ۶۵ کیلومتری ارومیه و ۱٫۵ کیلومتری روستای گوئرچین واقع شده‌است. کاظم داشی در جنگ جهانی اول پناهگاه و سنگر اهالی روستاهای اطراف بود و نام آن به یاد «کاظم خان»، فرمانده افراد محافظ روستا که خود اهل قوشچی بوده نامگذاری شده‌است

#### بخش سیلوانه

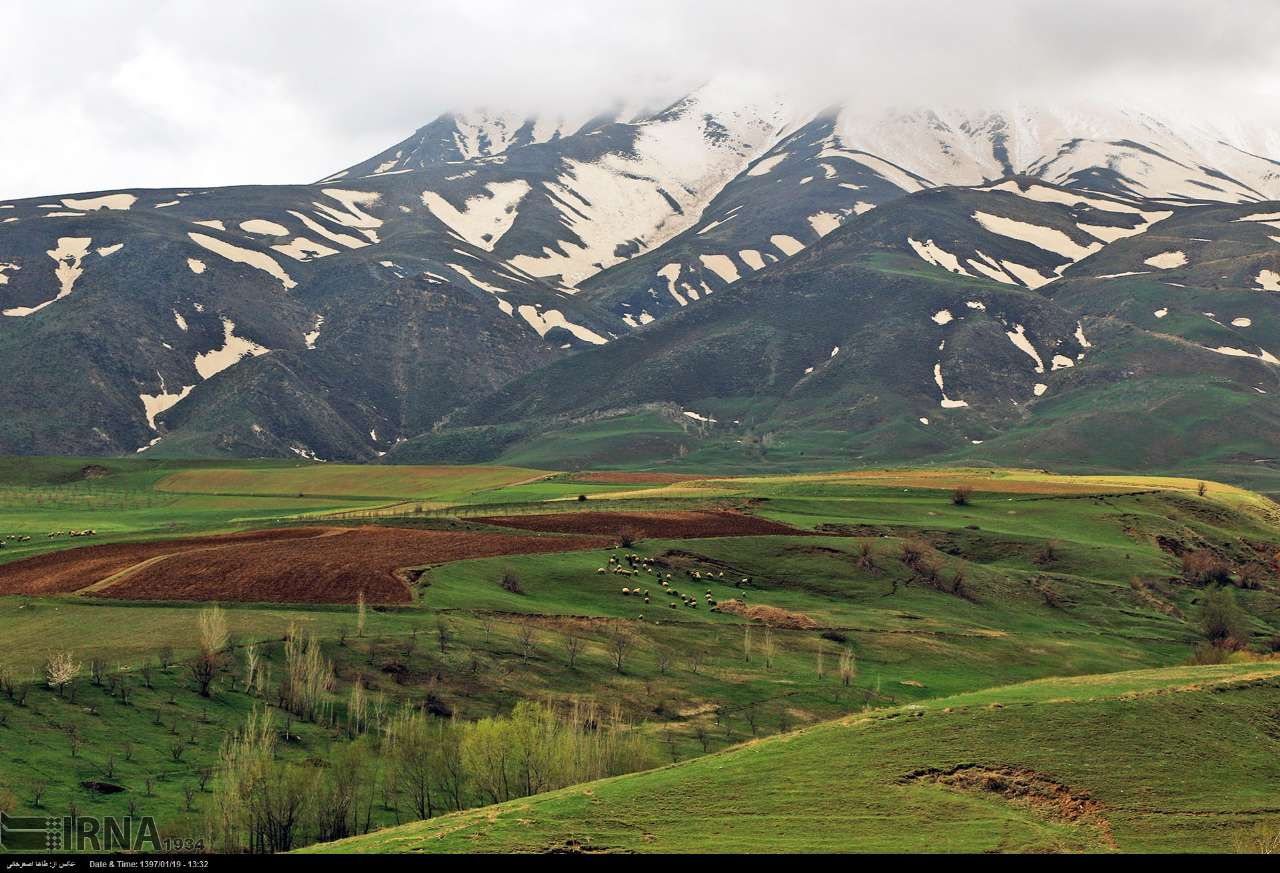
ارومیه: طبیعت بهاری «سیلوانا‎»

بخش سیلوانه به مرکزیت شهر سیلوانه در فاصله ۴۰ کیلومتری شهر ارومیه و در غرب شهرستان واقع شده‌است. سیلوانا کلمه‌ای با ریشهٔ کردی و به معنی جنگل و بیشه سبز و نیز به معنی مکانی از بهشت است. منطقه مرزی سیلوانه در غرب شهرستان ارومیه و در مرز ایران با دو کشور ترکیه و عراق واقع شده‌است. این منطقه به عنوان یکی از ۱۹ منطقه دارای اکسیژن خالص در جهان به‌شمار می‌رود سیلوانا با داشتن یک چشمه آب معدنی گوارا به همین نام وجه تسمیه دارد. 

#### بخش صومای برادوست
بخش صومای برادوست به مرکزیت شهر سِرو در فاصله ۴۹ کیلومتری از شهر ارومیه و در شمال غرب شهرستان واقع شده‌است. بازارچه مرزی سرو از معروفیت زیادی در سطح منطقه برخوردار است. این بازارچه به عنوان یکی از مراکز عرضه و فروش محصولات کشور ترکیه محسوب می‌شود و می‌توان اکثر برندهای مطرح این کشور را در این بازارچه یافت.

#### بخش نازلو
بخش نازلو به مرکزیت شهر نوشین‌شهر در فاصله ۲۴ کیلومتری از شهر ارومیه و در شمال آن واقع شده‌است.